# ليكوود (نيوجيرسي)
ليكوود (بالإنجليزية: Lakewood CDP, New Jersey)‏ هي منطقة سكنية تقع بولاية نيوجيرسي في الولايات المتحدة. تبلغ مساحتها 18.966 كم2، وترتفع عن سطح البحر 20 م، بلغ عدد سكانها 53,805 نسمة في عام 2010 حسب إحصاء مكتب تعداد الولايات المتحدة وتصل الكثافة السكانية فيها 2,836.9 نسمة لكل كيلومتر مربع (7,347.5/ميل2).

## التركيبة السكانية
حدّد مكتب تعداد الولايات المتحدة بيانات التركيبة السكانية لليكوود في تعداد الولايات المتحدة. في ما يلي، التركيبة السكانية حسب تعدادي 2000 و2010.

### تعداد عام 2000
بلغ عدد سكان ليكوود 36,065 نسمة بحسب تعداد عام 2000، وبلغ عدد الأسر 8,984 أسرة وعدد العائلات 6,971 عائلة مقيمة في المنطقة السكنية. في حين سجلت الكثافة السكانية 1,901.6 نسمة لكل كيلومتر مربع (4,925.1/ميل2). وبلغ عدد الوحدات السكنية 9,496 وحدة بمتوسط كثافة قدره 500.7 لكل كيلومتر مربع (1,296.8/ميل2).
وتوزع التركيب العرقي للمنطقة السكنية بنسبة 77.64% من البيض و12.24% من الأمريكيين الأفارقة و0.20% من الأمريكيين الأصليين و0.96% من الأمريكيين ذوي الأصول الآسيوية و0.04% من سكان جزر المحيط الهادئ و5.55% من الأعراق الأخرى و3.37% من عرقين مختلطين أو أكثر و17.69% من الهسبانيون أو اللاتينيون من أي عرق.
بلغ عدد الأسر 8,984 أسرة كانت نسبة 54.1% منها لديها أطفال تحت سن الثامنة عشر تعيش معهم، وبلغت نسبة الأزواج القاطنين مع بعضهم البعض 60.3% من أصل المجموع الكلي للأسر، ونسبة 13% من الأسر كان لديها معيلات من الإناث دون وجود شريك، بينما كانت نسبة 4.2% من الأسر لديها معيلون من الذكور دون وجود شريكة وكانت نسبة 22.4% من غير العائلات. تألفت نسبة 18.2% من أصل جميع الأسر من عدة أفراد يعيشون في نفس المنزل ونسبة 10.1% كانت تتألف من شخص يعيش بمفرده يبلغ من العمر 65 عاماً أو أكثر. وبلغ متوسط حجم الأسرة المعيشية 3.83، أما متوسط حجم العائلات فبلغ 4.36.
بلغ العمر الوسطي للسكان 23.1 عاماً. وكانت نسبة 41.4% من القاطنين تحت سن الثامنة عشر، وكانت نسبة 11% بين الثامنة عشر والرابعة والعشرين عاماً، ونسبة 25.1% كانت واقعةً في الفئة العمرية ما بين الخامسة والعشرين والرابعة والأربعين عاماً، ونسبة 11.2% كانت ما بين الخامسة والأربعين والرابعة والستين، ونسبة 6.7% كانت ضمن فئة الخامسة والستين عاماً فما فوق. يوجد لكل 100 أنثى 100.4 ذكر، ويوجد لكل 100 أنثى في الثامنة عشر من عمرها فما فوق 97.5 ذكر.
بلغ متوسط دخل الأسرة في المنطقة السكنية 30,769 دولارًا، أما متوسط دخل العائلة فبلغ 32,748 دولارًا. وكان متوسط دخل الذكور 35,672 دولارًا مقابل 24,265 دولارًا للإناث. وسجل دخل الفرد الخاص بالمنطقة السكنية 11,802 دولارًا. وكانت نسبة 26.4% من العائلات ونسبة 29.1% من السكان تحت خط الفقر، وكان من هؤلاء نسبة 34.3% تحت سن الثامنة عشر ونسبة 18.5% في الخامسة والستين من العمر وما فوق.

### تعداد عام 2010
بلغ عدد سكان ليكوود 53,805 نسمة بحسب تعداد عام 2010، وبلغ عدد الأسر 10,592 أسرة وعدد العائلات 8,914 عائلة مقيمة في المنطقة السكنية. في حين سجلت الكثافة السكانية 2,836.9 نسمة لكل كيلومتر مربع (7,347.5/ميل2). وبلغ عدد الوحدات السكنية 11,226 وحدة بمتوسط كثافة قدره 591.9 لكل كيلومتر مربع (1,533.0/ميل2).
وتوزع التركيب العرقي للمنطقة السكنية بنسبة 85.79% من البيض و4.75% من الأمريكيين الأفارقة و0.28% من الأمريكيين الأصليين و0.50% من الأمريكيين ذوي الأصول الآسيوية و0.03% من سكان جزر المحيط الهادئ و7.41% من الأعراق الأخرى و1.25% من عرقين مختلطين أو أكثر و17.74% من الهسبانيون أو اللاتينيون من أي عرق.
بلغ عدد الأسر 10,592 أسرة كانت نسبة 65.9% منها لديها أطفال تحت سن الثامنة عشر تعيش معهم، وبلغت نسبة الأزواج القاطنين مع بعضهم البعض 70.5% من أصل المجموع الكلي للأسر، ونسبة 9.3% من الأسر كان لديها معيلات من الإناث دون وجود شريك، بينما كانت نسبة 4.3% من الأسر لديها معيلون من الذكور دون وجود شريكة وكانت نسبة 15.8% من غير العائلات. تألفت نسبة 12.6% من أصل جميع الأسر من عدة أفراد يعيشون في نفس المنزل ونسبة 6.5% كانت تتألف من شخص يعيش بمفرده يبلغ من العمر 65 عاماً أو أكثر. وبلغ متوسط حجم الأسرة المعيشية 4.89، أما متوسط حجم العائلات فبلغ 5.23.
بلغ العمر الوسطي للسكان 19.1 عاماً. وكانت نسبة 48.4% من القاطنين تحت سن الثامنة عشر، وكانت نسبة 12.7% بين الثامنة عشر والرابعة والعشرين عاماً، ونسبة 25.4% كانت واقعةً في الفئة العمرية ما بين الخامسة والعشرين والرابعة والأربعين عاماً، ونسبة 9.1% كانت ما بين الخامسة والأربعين والرابعة والستين، ونسبة 4.3% كانت ضمن فئة الخامسة والستين عاماً فما فوق. وتوزع التركيب الجنسي للسكان بنسبة 51.6% ذكور و48.4% إناث.